# Donja Lapaštica (Podujevo)
Pour l’article homonyme, voir Donja Lapaštica.
Llapashticë e Poshtme en albanais et Donja Lapaštica en serbe latin (en serbe cyrillique : Доња Лапаштица) est une localité du Kosovo située dans la commune/municipalité de Podujevë/Podujevo, district de Pristina (Kosovo) ou district de Kosovo (Serbie). Selon le recensement kosovar de 2011, elle compte 2 701 habitants, dont 2 700 Albanais.

## Démographie

### Évolution historique de la population dans la localité
| 1948 | 1953 | 1961 | 1971 | 1981  | 1991  | 2011  |
| ---- | ---- | ---- | ---- | ----- | ----- | ----- |
| 649  | 765  | 840  | 987  | 1 060 | 1 158 | 2 701 |

|  |